# 田村光久
田村 光久（たむら みつひさ、1980年7月17日 - ）は、日本の漫画家。妻は漫画家の険持ちよ。

## 来歴
2003年、『ハルのアメ』が『週刊少年サンデー』のまんがカレッジで佳作を受賞。翌2004年、『少年サンデー特別増刊R』に読み切り作品『コミカルマジカル』が掲載され、漫画家としてデビュー。2006年から2007年まで、『週刊少年サンデー』で初の連載作品となる『妖逆門』を連載。

## 作品リスト

### 連載
- 妖逆門（原案協力：藤田和日郎、『週刊少年サンデー』2006年13号 - 2007年17号、全5巻） - 作画担当
- イエロードラゴンがあらわれた!（『週刊少年サンデー超』2009年8月号 - 2010年7月号、全2巻）
- ポケットモンスター RéBURST（シナリオ→シナリオ協力：楠出尽、『週刊少年サンデー』2011年15号 - 2012年45号、全8巻）
- フューチャーカード バディファイト（『月刊コロコロコミック』2013年12月号 - 2018年5月号、全11巻）
- フューチャーカード 神バディファイト（『月刊コロコロコミック』2018年6月号 - 2019年3月号、『別冊コロコロコミック』2019年6月号 - 2020年4月号、全4巻）
- 都市伝説先生ウラモン（『週刊コロコロコミック』2022年3月15日[2] - ）

### 読切
- コミカルマジカル（『少年サンデー特別増刊R』2004年12月25日号）
- チキンフライ!チキンラン!最速の飛脚（『週刊少年サンデー超』2005年11月25日号）
- 宇宙人かもしれない（『週刊少年サンデー超』2007年7月25日号）
- 今日もすずなり（『週刊少年サンデー超』2009年1月25日号）
- ドリモンファクトリー（『ミラコロコミック』Vol.2）

## 師匠
- 酒井ようへい

## アシスタント仲間
- 吉田正紀[3]
- 険持ちよ[4]